# Мостардас
Мостардас (порт. Mostardas) — муниципалитет в Бразилии, входит в штат Риу-Гранди-ду-Сул. Составная часть мезорегиона Агломерация Порту-Алегри. Входит в экономико-статистический  микрорегион Озориу. Население составляет 13 557 человек на 2006 год. Занимает площадь 1 983,117 км². Плотность населения — 6,8 чел./км².

## История
Город основан 26 декабря 1963 года.

## Статистика
- Валовой внутренний продукт на 2003 год составляет 172.708.158,00 реалов (данные: Бразильский институт географии и статистики).
- Валовой внутренний продукт на душу населения на 2003 год составляет 13.614,08 реалов (данные: Бразильский институт географии и статистики).
- Индекс развития человеческого потенциала на 2000 год составляет 0,780 (данные: Программа развития ООН).

## География
Климат местности: умеренный субтропический. В соответствии с классификацией Кёппена, климат относится к категории Cfa.